# Паул Федерн
Паул Федерн (на немски: Paul Federn) е австро-американски психоаналитик.

## Биография
Роден е на 13 октомври 1871 година във Виена, Австрия. Получава доктората си през 1895, след което работи като асистент по обща медицина под ръководството на Херман Нотнагел във Виена. Нотнагел представя на Федерн работите на Фройд. Федерн е дълбоко повлиян от Фройдовата книга „Тълкуване на сънищата“ и през 1904 г. се посвещава на психоанализата. Заедно с Алфред Адлер и Вилхелм Щекел, Федерн е ранен последовател на Фройд. През 1924 г. става официален представител на Фройд, както и вицепрезидент на Виенското психоаналитично общество. През 1938 Федерн емигрира в САЩ и се установява в Ню Йорк. През 1946 официално е признат за обучаващ аналитик в Нюйоркското психоаналитично общество.
На 4 май 1950 година се самоубива поради повторение на това, което той приема за нелечим рак. Има син, също психоаналитик, който се казва Ернст Федерн.